# Aquí el Mundo
Aquí el Mundo, telenoticiario guatemalteco fundado y dirigido por el periodista Mario David García Velásquez. Cerró en junio de 1988 tras el intento de golpe de Estado que se dio contra el gobierno de Marco Vinicio Cerezo Arévalo un mes antes, y en el cual se vio implicado García Velásquez junto a otros civiles como Lionel Sisniega Otero, Luis Mendizábal y Danilo Roca, así como varios militares.

## Historia
De acuerdo con el artículo publicado el 6 de septiembre de 2006 en el Diario la Hora, por el exvicepresidente de Guatemala, Juan Francisco Reyes López, el Noticiero Aquí el Mundo fue creado por el sector privado organizado utilizando como intermediaria a la Asociación de Amigos del País; que contrató y envió a prepararse a Brasil al periodista que sería su director. Dicho exvicepresidente afirma que el noticiario fue "supervisado" y "apoyado económicamente" por un "consejo de importantes empresarios: don Luis Canella (q.e.p.d.), Willy Olislajer, Quique Castillo, entre otros.". Expresa además, que a él, como director ex officio de la Cámara de Comercio: "...se me dio la responsabilidad de supervisar la operación día a día...". 
El sector privado organizado en Guatemala, estaba en la década de los 70 y continúa en la actualidad integrado por las cámaras empresariales  coordinadas por la poderosa cúpula empresarial conocida como "CACIF" (Comité Coordinador de Asociaciones Agrícolas, Comerciales, Industriales y Financieras) quienes crearon este Noticiario en momentos críticos del Conflicto Armado Interno, con el propósito implícito de influir en la población divulgando editoriales y contenidos antisubversivos y anticomunistas. 
Este Telenociario de tendencia derechista se transmitía por Canal 3, en los horarios de 6:00-8:00 AM, 1:00-2:00 PM y 10:00-11:00 PM de lunes a viernes y en el horario de las 10:00-11:00 PM los días domingo. Durante los gobiernos militares de Kjell Eugenio Laugerud García (1974-1978), Fernando Romeo Lucas García (1978-1982), Efraín Ríos Montt (1982-1983) y Oscar Humberto Mejía Víctores (1983-1986), Aquí el Mundo fue el noticiario preferido de los guatemaltecos, junto con Tele Prensa, el cual se transmitía en el Canal 11.
Muchas fueron las noticias que se reportaron en este telediario, entre las que destacan:
| Año  | País de origen | Noticia |
| ---- | -------------- | --- |
| 1977 | Guatemala      | Visita de los reyes de España a Guatemala durante el gobierno de Kjell Eugenio Laugerud García. |
| 1977 | España         | Catástrofe aérea del choque de Tenerife de dos Boeing 747, uno de Pan Am y otro de KLM. |
| 1978 | Guatemala      | Protestas contra el gobierno de Fernando Romeo Lucas García cuando se quiso aumentar la tarifa del servicio urbano de autobuses de 5 a 10 centavos.                                                           |
| 1978 | Nicaragua      | Guerra civil del Frente Sandinista de Liberación Nacional contra el gobierno de Anastasio Somoza Debayle. |
| 1979 | Irán           | Revolución musulmana liderada por el Ayatolah Khomeini. |
| 1979 | Irán           | Toma de la embajaba de los Estados Unidos en 1979 y situación de los rehenes en la embajada. |
| 1979 | Guatemala      | Asesinato del licenciado Manuel Colom Argueta |
| 1980 | El Salvador    | Asesinato de Oscar Romero |
| 1980 | El Salvador    | Guerra civil de El Salvador |
| 1980 | Paraguay       | Asesinato de Anastasio Somoza Debayle por extremistas marxistas. |
| 1980 | Guatemala      | Quema de la Embajada de España. |
| 1980 | Guatemala      | Bomba detonada por la guerrilla el 5 de septiembre de 1980 en el Parque Central de la Ciudad de Guatemala. |
| 1981 | Guatemala      | Ataque y destrucción de varios reductos guerrilleros en la Ciudad de Guatemala. |
| 1981 | Egipto         | Asesinato del presidente Anwar El Sadat. |
| 1981 | Estados Unidos | Atentado contra el Presidente Ronald Reagan |
| 1982 | Guatemala      | Elecciones generales de 1982. |
| 1982 | Guatemala      | Protestas de los candidatos perdedores en las elecciones de 1982. |
| 1982 | Guatemala      | Golpe de Estado del 23 de marzo de 1982 |
| 1983 | Guatemala      | Golpe de Estado de 1983. |
| 1985 | Guatemala      | Protestas contra el gobierno del general Oscar Humberto Mejía Víctores cuando se quiso aumentar la tarifa del servicio urbano de autobuses de 10 a 15 centavos en 1985.                                       |
| 1985 | Guatemala      | Elecciones generales de 1985. |
| 1987 | Guatemala      | Críticas contra el paquete impositivo impulsado por el gobierno de Marco Vinicio Cerezo Arévalo en 1988 y que resultaron en un paro nacional liderado por el CACIF que obligó al gobierno a dar marcha atrás. |

Además de las noticias, Mario David García Velásquez organizaba foros con importantes personajes de los gobiernos militares y de la sociedad guatemalteca, los que se transmitían como último segmento del noticiero. Entre las personalidades del periodismo que iniciaron su carrera periodística en Aquí El Mundo está Roxana Baldetti, quien luego llegaría a ser Vicepresidente de Guatemala en 2012.

### Cierre
Aquí el Mundo se transmitió entre 1976 y 1988, pero cerró en junio de 1988 tras el intento de golpe de Estado que se dio contra el gobierno de Vinicio Cerezo un mes antes, y en el cual se vio implicado García Velásquez junto a otros civiles como Lionel Sisniega Otero, Luis Mendizábal y Danilo Roca, así como varios militares.
El gobierno presidido por Vinicio Cerezo Arévalo, negoció con el dueño del canal 3, el empresario de origen mexicano Ángel Remigio González, no prorrogar el contrato que permitía la transmisión de Aquí el Mundo por Canal 3, en los horarios de 6:00-8:00 AM, 1:00-2:00 PM y 10:00-11:00 PM de lunes a viernes y en el horario de las 10:00-11:00 PM los días domingo. El último día de transmisión del noticiero Aquí el Mundo fue el 6 de junio de 1988 y luego se transmitió vía Satélite desde Estados Unidos durante unos cuantos meses más. El gobierno del presidente Cerezo presionó a los anunciantes del telenoticiero, uno por uno, hasta que Aquí el Mundo dejó de transmitir definitivamente. Aquí el Mundo fue pionero del periodismo televisivo en Guatemala y Centroamérica; su eslogan "Líder y Leyenda" sigue siendo recordado por los televidentes guatemaltecos.
Tras el cierre de Aquí el Mundo, Baldetti Elías, junto con el periodista Óscar Masaya, fundó otro noticiero que se denominó TV Noticias en 1989.

### 10 Años después
Durante unos meses Aquí El Mundo regresó a las pantallas ya no como un noticiero si no como un canal de televisión en 1998 en la frecuencia de UHF Canal 25. Esa frecuencia pasó de ser un canal musical propiedad de Radio Corporación Nacional a convertirse en un canal dedicado únicamente a noticias que ya para ese entonces era propiedad de Mario David García Velásquez. Este fue el primer canal dedicado a transmitir noticias durante toda su programación en Guatemala. El experimento duró poco tiempo, lo que puso punto final a una época a uno de los noticieros más influyentes de Guatemala.
Actualmente esa frecuencia es ocupada por el Canal Guatevision, luego de más de trece años después del cierre de transmisiones de Aquí El Mundo.

## El Noticiero

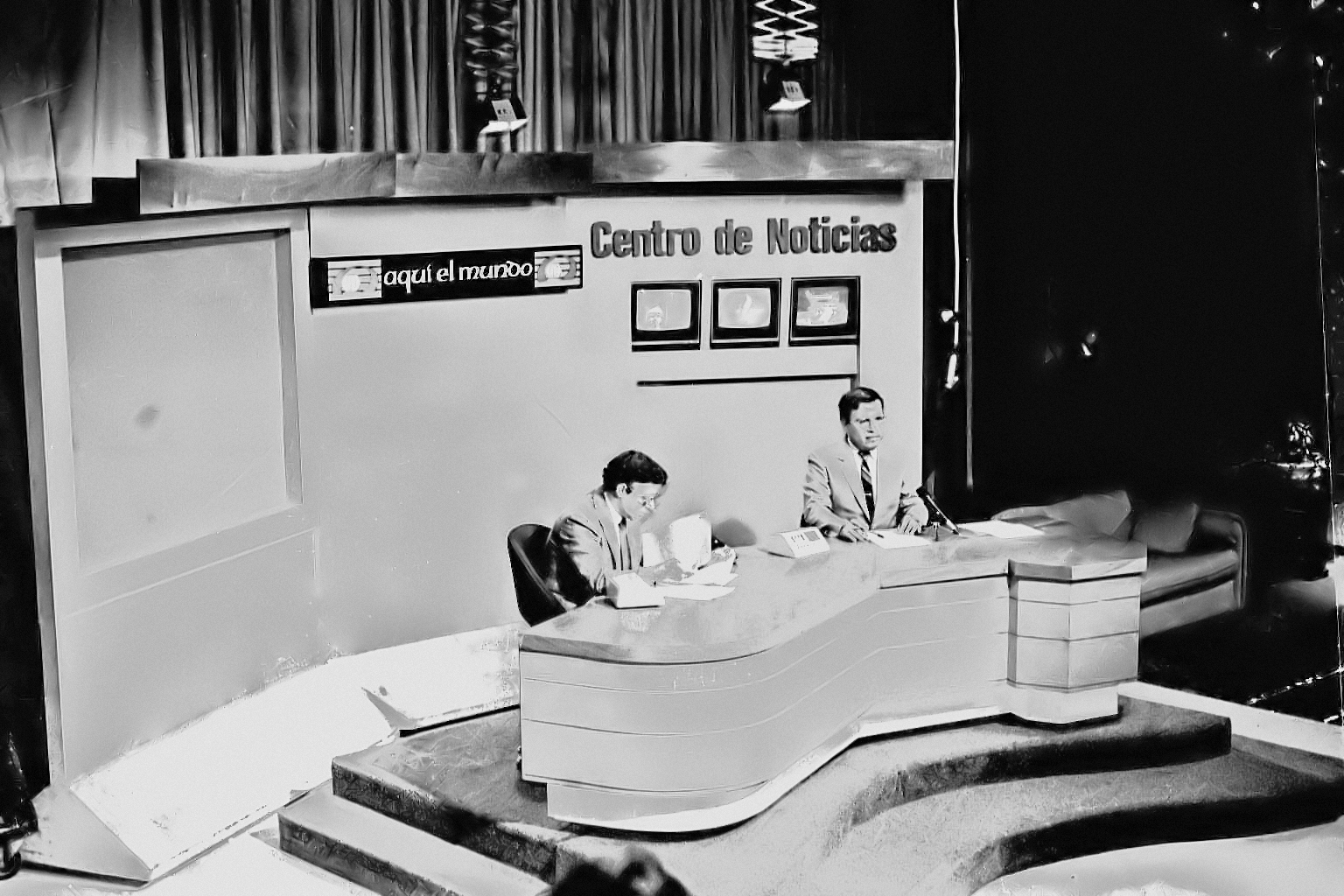
Set de Aquí El Mundo en 1988, con los presentadores Otto Soberanis y Carlos Anleu.

La introducción del noticiero fue influenciada por la época disco, ya que daba inicio a su emisión musicalizada con un fragmento instrumental de la canción de Donna Summer "Try Me, I Know We Can Make It" en su versión extendida de 12", el fragmento utilizado es del minuto 13:13 al 13:44. Seguido de los titulares, los cuales eran presentados con letras sacadas de un generador de caracteres y con un sonido añadido de teletipo. Seguido de los presentadores que a diferencia de otros noticieros no se limitaban a la simple tarea de leer las noticias delante de la cámara, si no emitían distintas intenciones según la noticia.

### Presentadores
El formato de Aquí El Mundo era de dos presentadores para sus emisiones del mediodía y de la noche, ellos eran Otto Soberanis y Manuel Marroquín, que más tarde sería remplazado por Carlos Anleu Samayoa. Para la primera emisión creó un formato diferente ya que era una revista matutina, con una escenografía más casual con un set tipo sala, en ella aparecía su director y en el aquel entonces novato periodista José Eduardo Valdizán.